# Medal of Honor (игра, 2010)
Medal of Honor (с англ. — «Медаль за отвагу») — компьютерная игра в жанре шутера от первого лица, разработанная студиями Danger Close Games и DICE, которые принадлежат американскому издателю и разработчику игр компании Electronic Arts, которая и издала данную игру для платформ ПК (Microsoft Windows), PlayStation 3 и Xbox 360.
Игра вышла 12 октября 2010 года в Северной Америке, 14 октября в Австралии, России и в Европе, и 15 октября в Великобритании.
Medal of Honor является частью одноимённой серии игр. При этом игра является полным перезапуском всей серии: если в предыдущих играх серии действия проходили во время Второй мировой войны, то в данной Medal of Honor сеттингом является война в Афганистане.
В Medal of Honor при игре в однопользовательском режиме используется сильно модифицированный движок Unreal Engine 3, а при игре в многопользовательском режиме используется движок Frostbite Engine. При этом однопользовательская игра разработана студией Danger Close Games, а многопользовательская — DICE.

## Сюжет
Действие сюжета игры начинается в 2001 году во время войны в Афганистане и продолжается до марта 2002. Разведгруппа спецподразделения ВМС США DEVGRU с позывным «Нептун» послана на встречу с афганским информатором Тариком (англ. Tariq), который имеет разведданные, необходимые ЦРУ. Отряд «Нептун» состоит из четырёх моряков со следующими позывными: Мама (англ. Mother), Вуду (англ. Voodoo), Монах (англ. Preacher) и Кролик (англ. Rabbit). Параллельно с «Нептуном» в Афганистане действует спецподразделение Армии США «Дельта», позывной «Волки». Её состав: Пантера (англ. Panther), командир «Волков», Вегас (англ. Vegas), Дасти (англ. Dusty), наблюдатель группы, и Двойка (англ. Deuce), снайпер группы. Помимо них, главным героем является рейнджер 1-го батальона Данте Адамс из группы быстрого реагирования (QRF).
Сюжет игры основан на реальных событиях, произошедших во время операции «Анаконда» на горе Такур-Гар: погиб один «морской котик», три рейнджера из группы быстрого реагирования (QRF), один параджампер и «combat controller» ВВС США, а также член экипажа 160-го полка специальных операций США.

## Одиночная кампания
Вся одиночная кампания игры делится на 3 акта. Однако каждая миссия игры перетекает в другую плавно и порой незаметно для игрока.

### Введение
1-й акт: «Введение», состоит из двух простых миссий, предшествующих основным события игры. Этот акт знакомит игрока с отрядом «Нептун» и его бойцами. Начинается все с того, что герой игры проникает на грузовике в город Гардез. Там завязывается бесконечное противостояние его отряда с силами «Талибана» и чеченскими террористами. В поисках Тарика герой не раз попадает в засады противника. В конце концов он находит Тарика, который рассказывает о месте нахождения основных сил «Талибана». На следующий день вместе с ополченцами персонаж игрока участвует в массированной атаке на город Баграм, приводящей к захвату авиабазы.
| Название миссии | Герой    | Цель миссии | Особенность миссии |
| --------------- | -------- | --- | --- |
| Первый пошёл    | «Кролик» | Вы должны пробраться в находящийся под контролем «Талибана» город Гардез и найти Тарика — старейшину, у которого есть ценная информация о расположении ключевых целей и позиций врага.                                                                          | «Замедленная» стрельба в конце миссии |
| Взятие Баграма  | «Кролик» | Враг обнаружен, осталось победить его. Для начала вам следует развернуть оперативный штаб на бывшей советской авиабазе под Баграмом. Вместе с отрядом «Нептун» и ополченцами Тарика вы должны сломить сопротивление «Талибана» и захватить диспетчерскую вышку. | Впервые в игре появляется возможность управлять действиями авиации с земли, предоставляется возможность использовать ракеты «Хеллфаер», бомбы с лазерным наведением и многое другое. |

### День 1
2-й акт: «День 1», рассказывает об основных событиях операции. Шесть разных по сложности миссий покажут все возможности игры. Чтобы успешно пройти этот акт нужно приложить немало усилий и затратить много игрового времени.
| Название миссии       | Герой    | Цель миссии | Особенность миссии                                                                           |
| --------------------- | -------- | --- | -------------------------------------------------------------------------------------------- |
| С волками поведешься… | «Двойка» | При помощи квадроциклов вы должны проникнуть в окружающие долину Шахи-Кот горы. Путь к наблюдательному пункту «Клементина», из которого вы сможете вызвать тактический авиаудар по позициям противника, пролегает через укреплённые точки и деревни противника.                                               | Использование квадроциклов для передвижения; впервые в игре появляется симулятор снайпера.   |
| Ох уж эта Дороти      | «Кролик» | Ваша задача — подняться к заснеженным пикам гор Шахи-Кот, уничтожить в ближнем бою врагов из «Талибана» и «Аль-Каиды». Кроме того, по пути к конечной точке вашего пути, «Дороти», вам необходимо уничтожить зенитные орудия. В выполнении этой задачи вам поможет Жнец 3-1, самолёт огневой поддержки АС-130 | «Атака на счет» и подавление огнём пулеметных точек противника                               |
| Чрево зверя           | «Адамс»  | Вас и ваш батальон высадили с тяжёлых вертолётов. Вы должны пробиться к высоте и уничтожить позиции противника. Все зависит от вас, вы же Рейнджеры! | Необычайно большое количество живой силы противника                                          |
| Стрелки               | «Сокол»  | Вы — стрелок вертолёта AH-64D «Апач», и вылетели на задание с вертолётом напарника, Стрелка 1-1. Используя вооружение «Апача», вы должны уничтожить миномётчиков «Талибана», гранатомётчиков «Аль-каиды» и позиции ПВО.                                                                                       | возможность стрелять из вертолёта ракетами НАР, пушкой и ракетами с наведением «Хеллфаер»    |
| Друзья вдалеке        | «Двойка» | Авиаудары прошлой ночью сработали на отлично, а теперь вы и Дасти двигаетесь выше, в горы, чтобы найти засевших там бойцов «Аль-каиды». Старайтесь двигаться скрытно и бесшумно, иначе охотник сам может стать дичью.                                                                                         | Широкое применение симулятора снайпера и атака «на счет»                                     |
| Утечка информации     | «Кролик» | В южной части Шахи-Кот боевики «Аль-каиды» и «Талибана» заглотили наживку и идут прямо в вашу ловушку, куда вы их заманиваете с помощью грамотного отступления. | Много живой силы противника и впервые в игре использование станкового пулемёта на вертолёте. |

### День 2
3-й акт: «День 2», повествует о событиях ночи и утра на второй день основных событий. На экране разворачиваются жестокие и трагичные действия, в результате которых погибает главный герой игры — «Кролик».
| Название миссии     | Герой    | Цель миссии | Особенность миссии                                                               |
| ------------------- | -------- | --- | -------------------------------------------------------------------------------- |
| Сети Нептуна        | «Кролик» | Два члена отряда «Нептун» остались на горе. Вы проигнорировали приказ возвращаться на базу и под покровом ночи вернулись к пику Такур-Гар, чтобы спасти своих людей. | Много кровавых событий и драматических действий, после которых вас берут в плен. |
| Спасение спасателей | «Адамс»  | В трёх перевалах отсюда командование потеряло связь с «Нептуном» и «Волками». Время уходит, а единственный выход — послать в дело отряд быстрого реагирования. Вы ещё раз оказываетесь в роли специалиста подразделения рейнджеров Данте Адамса, который ищет отряд «Нептун» на горе Такур-Гар | Использование пулемёта на вертолёте.                                             |

### Концовка
После окончания прохождения, вы врываетесь в комнату, где находите «Кролика» и «Маму». В дальнейшем вы видите сцену глазами «Кролика». Все, что происходит на экране, видно отрывками, так как «Кролик» потерял много крови и постоянно теряет сознание. Вас выносят из пещеры, требуют эвакуации и оказывается, что предстоит ждать ещё три минуты. «Кролик» опять закрывает глаза. Следующая сценка происходит внутри улетающего вертолёта, где сидят бойцы спецназа и лежит накрытый «Кролик», вероятнее всего, он умер из-за потери крови.

### Эпилог
Через некоторое время слышится речь на пушту, а потом появляется изображение двух людей, беседующих за чашкой чая. Далее следуют финальные титры.

## Персонажи

### Отряд «Нептун-1»
- Кролик — протагонист отряда и главный герой игры.
- Мама — командир отряда.
- Вуду
- Томас «Монах» Уокер

### Отряд «Волки-1»
- Двойка (Ди) — протагонист отряда, снайпер.
- Дасти — напарник Двойки, а также его наводчик.
- Пантера — командир отряда.
- Вегас — напарник Пантеры

### 1-й батальон 75-го полка рейнджеров
- Специалист Данте Адамс — протагонист отряда.
- Сержант Джим Паттерсон — командир отряда
- Капрал Эрнандес — пулемётчик отряда.
- Техник-сержант Ибарра — связист отряда.

### 1-й батальон 2-го авиаполка
- Капитан Брэд «Сокол» Хокинз — пилот вертолёта «Апач».

### Другие
- Тарик — лидер отряда ополченцев
- Полковник Дракер — лидер и координатор морских котиков в Афганистане. Появляется только после второй главы.
- Генерал Флэгг — высокопоставленный чиновник, координирующий операцию с министерством обороны США.

## Игровой процесс
Акцент игры сделан на реализме, ради которого EA пошла даже на то, чтобы привлечь консультантов из числа военных армии США. В игру включены те виды целей и задач, которые ставятся и в реальной жизни, такие как набег на укрытия террористов, спасение заложников и операции под прикрытием. Одиночное прохождение включает в себя возможность управлять некоторыми видами техники, такими как вертолёты, джипы и квадроциклы.

## Разработка
Рабочим названием игры было Medal of Honor: Operation Anakonda.
В мультиплеере талибы были заменены на OpFor (условного противника) из-за критики со стороны американской армии и семей военных. В 2010 году из-за разразившегося скандала вокруг появления талибов в игре, продюсер игры Грег Гудрич (англ. Greg Goodrich) два раза писал заявление на увольнение и уход с проекта Medal of Honor, но в итоге всё-таки остался и работал над следующей игрой серии — Medal of Honor: Warfighter.

## Официальный анонс
5 мая 2010 года Electronic Arts официально объявила даты выхода игры: в США игра появится на прилавках магазинов 13 октября 2010 года, в Европе — 15 октября 2010 года, а в России 14 октября 2010 года.
30 июля 2010 года было объявлено, что коллекционное издание игры Medal of Honor комплектуется с приглашением на бета-тестирование игры Battlefield 3.

### Эксклюзивный контент для Playstation 3
15 июня 2010 года в ходе пресс-конференции Sony на выставке E3 в Лос-Анджелесе было объявлено, что версия Medal of Honor для приставки Playstation 3 получит дополнительный эксклюзивный и бесплатный контент в виде переработанной для этой консоли версии Medal of Honor: Frontline.

### Закрытая бета-версия
14 июня 2010 года Electronic Arts сообщила, что закрытая бета-версия игры для всех поддерживаемых платформ будет доступна с 21 июня 2010 года. Для VIP-пользователей игры Battlefield: Bad Company 2, которые оформили на Medal of Honor предзаказ, доступ к бете предоставлен с 17 июня 2010 года. В бета-версии доступны две карты и два режима игры.
17 июня 2010 года было заявлено, что выход бета-версии для консоли Xbox 360 отложен на неопределённый срок, но предположительно задержка с выходом составит порядка одной недели. Даты доступности бета-версии для Playstation 3 и PC остались теми же.
21 июня 2010 года бета-версия Medal of Honor стала доступна для платформ Playstation 3 и PC.
19 июля 2010 года представители компании Electronic Arts сообщили, что срок действия закрытого бета-тестирования на платформах Playstation 3 и PC продлён. Новая дата окончания бета-тестирования не была сообщена. Так же было отмечено, что активно ведётся работа над бета-версией для консоли Xbox 360 и она очень скоро появится в Xbox Live.
21 июля 2010 года, после того как бета-версия для консоли Xbox 360 была несколько раз отложена, она стала доступна в Xbox Live.

## Дополнительная продукция
17 августа 2010 года представитель компании Sony объявил, что специально для игры Medal of Honor компания выпустила 2 модели наушников, которые позволят игрокам глубже погрузиться в игровой процесс так как являются идеальными для игры в 3D-шутеры. Первая модель носит название DR-GA500, поддерживает Dolby Pro Logic IIx, что делает возможным воспроизведение звука в режиме 7.1 с трёхмерными эффектами. Вторая модель носит название DR-GA200 и является более простой, но также обладающей отличными качествами воспроизведения звука. Наушники поступили в продажу в сентябре 2010 года и могут быть использованы только с играми для PC. Начиная с 15 октября 2010 года (дата выхода Medal of Honor) каждому покупателю любой из этих моделей бесплатно подарена игра Medal of Honor.

## Оценки и критика
| Сводный рейтинг    | Сводный рейтинг       | Сводный рейтинг       | Сводный рейтинг      |
| Издание            | Оценка                | Оценка                | Оценка               |
| Издание            | PC                    | PS3                   | Xbox 360             |
| ------------------ | --------------------- | --------------------- | -------------------- |
| GameRankings       | 70,82 %               | 74,97 %               | 73,15 %              |
| Metacritic         | 74 / 100 (60 обзоров) | 75 / 100 (60 обзоров) | 74 / 100 (73 обзора) |
| Иноязычные издания |                       |                       |                      |
| Издание            | Оценка                | Оценка                | Оценка               |
| Издание            | PC                    | PS3                   | Xbox 360             |
| CVG                | N/A                   | 8,3 / 10              | 8,5 / 10             |
| G4                 | N/A                   | 4 / 5                 | 4 / 5                |
| GamePro            | N/A                   | [ 28 ]                | [ 29 ]               |
| GameSpy            | N/A                   | [ 30 ]                | [ 31 ]               |
| IGN                | 6,5 / 10              | 6,0 / 10              | 6,0 / 10             |

| Иноязычные издания    | Иноязычные издания |
| Издание               | Оценка             |
| --------------------- | ------------------ |
| 1UP.com               | B                  |
| Eurogamer             | 8 / 10             |
| GameRevolution        | B+                 |
| GameSpot              | 7,5 / 10           |
| GamesRadar+           | 8 / 10             |
| GameTrailers          | 8,1 / 10           |
| GameZone              | 7 / 10             |
| TeamXbox              | 8,1 / 10           |
| XboxAddict            | 90 %               |
| ITC.ua                | 2,5 / 5            |
| Русскоязычные издания |                    |
| Издание               | Оценка             |
| 3DNews                | 8 / 10             |
| Absolute Games        | 60 %               |
| PlayGround.ru         | 6,9 / 10           |
| «Домашний ПК»         | [ 48 ]             |
| «Игромания»           | 6,0 / 10           |
| «Страна игр»          | 8,0 / 10           |
| gameland.ru           | 6,5 / 10           |
| StopGame.ru           | проходняк          |

Medal of Honor получила положительные отзывы, а Metacritic оценил игру на 75 %. Критики похвалили игру за мультиплеер, звук, озвучивание персонажей, но раскритиковали графику, однообразие местности (в большинстве миссий это горный Афганистан), незначительные технические аспекты и сходство с другими играми, как например Battlefield.

## Новеллизация
По мотивам игры чуть позже вышла одноимённая книга, автором которой является бывший член SAS Крис Райан. По сюжету книга является приквелом к оригинальной игре и рассказывает о первых операциях отряда «Нептун» от лица Кролика, Вуду и Дасти, а также нового персонажа — спецназовца с позывным «Джок».

## Продолжения
Следующая игра серии Medal of Honor под названием Medal of Honor: Warfighter вышла 23 октября 2012 года. За создание игры, включая мультиплеерную часть, отвечала студия Danger Close, проект использовал движок Frostbite 2.0.